# 1963年オーストラリア選手権 (テニス)
1963年 オーストラリア選手権（1963ねんオーストラリアせんしゅけん、1963 Australian Championships）に関する記事。オーストラリア・アデレード市内にある「メモリアル・ドライブ・テニスクラブ」にて開催。

## 大会の流れ
- 男子シングルスは「44名」の選手による6回戦制で行われた。12名の選手を絞り落とすため、1回戦として12試合を実施し（シード選手は含まず）、他の20名は2回戦から出場した。
- 女子シングルスは「39名」の選手による6回戦制で行われた。7名の選手を絞り落とすため、1回戦として7試合を実施し（シード選手は含まず）、他の25名は2回戦から出場した。
- シード選手は男子・女子ともに8名で、すべて2回戦から出場した。シード選手の初戦敗退は「2回戦＝初戦」と表記する。

## シード選手

### 男子シングルス
1. ロイ・エマーソン　（優勝、2年ぶり2度目）
2. ケン・フレッチャー　（準優勝）
3. ボブ・ヒューイット　（ベスト4）
4. フレッド・ストール　（ベスト4）
5. マーティン・マリガン　（3回戦）
6. ジョン・ニューカム　（ベスト8）
7. ジョン・フレーザー　（ベスト8）
8. ロバート・ハウ　（ベスト8）

### 女子シングルス
1. マーガレット・スミス　（優勝、大会4連覇）
2. レスリー・ターナー　（ベスト4）
3. ジャン・レヘイン　（準優勝）
4. クリスティン・トルーマン　（2回戦＝初戦）
5. ロビン・エバーン　（ベスト4）
6. エリザベス・スターキー　（ベスト8）
7. リタ・ベントリー　（ベスト8）
8. マドンナ・シャクト　（ベスト8）

## 大会経過

### 男子シングルス
準々決勝
- ロイ・エマーソン vs.  ジョン・フレーザー　6-1, 7-5, 6-2
- ボブ・ヒューイット vs.  ジョン・ニューカム　6-3, 6-4, 5-7, 6-4
- フレッド・ストール vs.  オーウェン・デビッドソン　5-7, 6-4, 6-2, 6-2
- ケン・フレッチャー vs.  ロバート・ハウ　6-4, 9-7, 6-2

準決勝
- ロイ・エマーソン vs.  ボブ・ヒューイット　8-6, 6-4, 3-6, 9-7
- ケン・フレッチャー vs.  フレッド・ストール　6-3, 6-4, 7-5

### 女子シングルス
準々決勝
- マーガレット・スミス vs.  リタ・ベントリー　6-1, 6-3
- ロビン・エバーン vs.  ケイ・デニング　6-2, 6-4
- ジャン・レヘイン vs.  マドンナ・シャクト　6-1, 6-4
- レスリー・ターナー vs.  エリザベス・スターキー　6-2, 1-6, 6-2

準決勝
- マーガレット・スミス vs.  ロビン・エバーン　6-1, 6-3
- ジャン・レヘイン vs.  レスリー・ターナー　5-7, 6-3, 6-2

## 決勝戦の結果
- 男子シングルス： ロイ・エマーソン vs.  ケン・フレッチャー　6-3, 6-3, 6-1
- 女子シングルス： マーガレット・スミス vs.  ジャン・レヘイン　6-2, 6-2
- 男子ダブルス： ボブ・ヒューイット＆ フレッド・ストール vs.  ケン・フレッチャー＆ ジョン・ニューカム　6-2, 3-6, 6-3, 3-6, 6-3
- 女子ダブルス： マーガレット・スミス＆ ロビン・エバーン vs.  ジャン・レヘイン＆ レスリー・ターナー　6-1, 6-3
- 混合ダブルス： ケン・フレッチャー＆ マーガレット・スミス vs.  フレッド・ストール＆ レスリー・ターナー　7-5, 5-7, 6-4